# Pitsi Høegh
Petrine „Pitsi“ Hansine Høegh (geb. Bernhardtsen; * 15. März 1964 in Qaqortoq) ist eine grönländische Tourismusunternehmerin und Politikerin (Siumut).

## Leben
Pitsi Høegh wuchs in Alluitsup Paa auf. Sie schloss 1983 die Niuernermik Ilinniarfik in Nuuk ab. Sie arbeitete von 1994 bis 2004 als Abteilungsleiterin bei Arctic Umiaq Line und später Tourismuschefin in Qaqortoq. 2008 machte sie sich mit ihrem Mann Kenneth Høegh (* 1966) selbstständig und gründete das Touristikunternehmen Greenland Sagalands. Sie ist die Mutter des Handballspielers Minik Dahl Høegh (* 1985) und die Schwiegermutter der Sängerin Julie Berthelsen (* 1979).
Sie kandidierte bei der Parlamentswahl 2014 und erreichte 125 Stimmen, was den vierten Nachrückerplatz der Siumut bedeutete. Von dort aus wurde sie bei der Herbstsitzung 2017 Mitglied im Inatsisartut, als sie Anders Olsen vertrat. Bei der Folketingswahl 2015 trat sie ebenfalls an, erreichte aber nur 393 Stimmen und damit die wenigsten der fünf Siumut-Kandidaten. Bei der Parlamentswahl 2018 erhielt sie 76 Stimmen und verpasste somit einen Parlamentssitz. 2020 wurde sie zum Aufsichtsratsmitglied bei Visit Greenland ernannt, was von der dabei ersetzten Maliina Abelsen als politischer Schachzug von Kim Kielsen für seine Wiederwahl als Parteivorsitzender der Siumut gesehen wurde. Bei der Parlamentswahl 2021 erreichte sie nur 55 Stimmen und verpasste erneut einen Parlamentssitz. Bei der Parlamentswahl 2025 trat sie nicht mehr an.